# Christopher Cain
Christopher Cain, född 29 oktober 1943 i Sioux Falls, South Dakota, är en amerikansk manusförfattare, skådespelare, regissör och sångare.

## Familj
Cain är sedan 1969 gift med skådespelaren Sharon Thomas. De har tre barn: Musikern Roger Cain, skådespelaren Dean Cain och Krisinda Cain Schafer.